# Jean Jenny
Jean Jenny (... – gennaio 1954) è stato un nuotatore e pallanuotista svizzero.
Ha gareggiato nel torneo di pallanuoto ai Giochi di Anversa 1920, dove ha anche gareggiato nei 100m sl.